# زرنيخيت الصوديوم
زرنيخيت الصوديوم هو مركب لاعضوي صيغته NaAsO2، ويوجد على شكل صلب أبيض إلى رمادي اللون.
يصنف المركب كيميائياً أنه ملح الصوديوم من حمض الزرنيخوز.

## التحضير
يحضر المركب من تفاعل أكسيد الزرنيخ الثلاثي مع هيدروكسيد الصوديوم:
{\displaystyle \mathrm {As_{2}O_{3}+2\ NaOH\rightleftharpoons 2\ NaAsO_{2}+\ H_{2}O} }

## الخواص
يوجد المركب في الشروط القياسية على شكل مادة لابلورية بيضاء إلى رمادية اللون، وهي سهلة الانحلال في الماء. للمركب بنية بوليميرية من AsO2 تترافق معها كاتيونات الصوديوم لمعادلة الشحنة.

## السلامة
إن مركب زرنيخيت الصوديوم ذو تأثير سمي قوي، ويمكن أن يؤدي التسمم الحاد والشديد به إلى الوفاة. تبلغ قيمة الجرعة المميتة الوسطية LD50 مقدار 40 مغ/كغ (فئران، فموي).